# ナイロンザイル事件
ナイロンザイル事件（ナイロンザイルじけん）、もしくはナイロンザイル切断事件（ナイロンザイルせつだんじけん）は、1955年（昭和30年）1月2日に日本の登山者が東洋レーヨン（現在の東レ）のナイロン糸を東京製綱（現在の東京製綱繊維ロープ）で加工したナイロン製のクライミングロープ（ザイル、以降ロープと記述する）を原因として死亡した事件。また、それに端を発した日本の登山界での騒動である。

## 背景
当時、ナイロン製ロープは出回り始めたばかりであった。静荷重によるデータだけが公表され、その数値は従来使用されていたマニラアサ製ロープをはるかに凌駕していたため、登山者は何の疑問も持たず絶対的な信頼を置いた。その上軽量で柔らかく、凍結しにくいなど取り扱いが楽であった。

## 概要

### 事故発生
登山クラブ「三重県岩稜会」に所属する石原國利（当時 中央大学4年生で、リーダー）、若山五朗（三重大学1年生）と沢田栄介（三重大学4年生）の3人が北アルプス前穂高岳東壁を登攀中、若山が50 cmほど滑落した際、頭上の岩にかけた新品の直径8 mmナイロンザイルがショックもなく破断、若山は墜死した。岩稜会がナイロン製ロープを使ったのは初めてで、切れた三本撚り直径8 mmのナイロン製ロープは、東洋レーヨン製のナイロン糸を東京製綱で加工したもので、直径11 mmのマニラアサ製ロープに匹敵する引っぱり強度があるとされていた製品であった。

### 関係者の疑念
パーティが下山してみると、1954年（昭和29年）12月28日にも近くの明神岳東壁で東雲山渓会パーティが「確保者にほとんど墜落の衝撃が伝わらなかった」など類似点が多い事故があったと聞き、関係者はロープの強度に疑問を持った。さらに翌1月3日には同じ前穂高岳で大阪市立大学山岳部パーティが使った直径11 mmのナイロン製ロープが破断する事故があった。これらの事故でそれぞれ1人が重軽傷を負い、事の重大さが明らかになった。

## 影響
この破断に端を発した問題は「ナイロンザイル事件」と呼ばれる社会問題に発展し、作家の井上靖が朝日新聞に連載した小説『氷壁』の素材としてこの事件の初期段階を執筆した。これは上高地や、上高地・梓川上流にある徳沢に多くの人が訪れるきっかけとなった。

### 公開実験
旧制名古屋大学の工学部出身で、死亡した若山五朗の実兄である石岡繁雄は実験を繰り返し、1トン以上の抗張力がある直径8 mmナイロン製ロープが岩壁登攀時には常に存在する鋭角の岩角にかかり、人間の体重程度の重量で引っ張られると簡単に破断することを突き止めた。
一方、ロープメーカーの東京製綱は、大阪大学工学部教授で日本山岳会関西支部長の篠田軍治の指導により、1955年4月29日、同社蒲郡工場（愛知県蒲郡市）において、山岳関係者・新聞記者らの集まった中で公開実験を行った。実験前、篠田はロープの原糸メーカーの研究室での実験で、直径8 mmナイロン製ロープが直径12 mmのマニラアサ製ロープに比して鋭角の岩角では20分の1の強さしかないというデータを得て、石岡にも「ナイロンザイルは岩角で切断する。公開実験でもそうなるだろう」と言明した。しかし公開実験の際に、参観者には知らせずに90度の岩角に1 mm、45度の岩角には2 mmの丸みをつけて実験を行った結果、ナイロン製ロープは麻製ロープに比べて数倍も強いという誤りの結果が得られ、そのように報道がなされた。この公開実験以後「岩稜会は自分たちのミスをナイロンザイルのせいにした」という記事が山岳雑誌・化学学会誌で報じられた。
岩稜会側は篠田を名誉毀損罪で1956年（昭和31年）6月告訴（約1年後に不起訴処分）し、その約1か月後に岩稜会は310頁のガリ版刷り冊子『ナイロン・ザイル事件』を150部作成、山岳関係者や出版社などに送り、この問題を訴えた。この冊子の存在を知った井上靖は、石岡やパーティの石原國利らから取材して『氷壁』を書き、1956年11月下旬から翌年8月下旬にかけて270回にわたり朝日新聞に連載した。
日本山岳会は1956年版『山日記』に、蒲郡での偽りの公開実験のデータを基にしたナイロン製ロープの強度に関する篠田の記述（10 m垂れ下がったロープの一端に人が結ばれているとして、マニラアサ製では3 mの高さから落とせば切れる恐れがあるが、ナイロンでは13 mまでもつ、など）を掲載した。
岩稜会は「これらの記述は、登山者の生命を危険にさらすことになるので、訂正するべきである。岩角でのナイロンザイルの弱点を明白に認めないと、安全対策は生まれない」との立場から日本山岳会・山岳関係者に問題を提起、訴えを続けたが、日本山岳会からは無視され続けた。
その後もナイロン製ロープの破断事故は相次ぎ、特に1970年6月14日には奥多摩の越沢と利根川源流の高倉山で同日に2件の破断墜落事故が発生している。

### 法律制定へ
1973年（昭和48年）6月、ようやく岩稜会の長年にわたる主張が認められ、消費生活用製品安全法が制定された際にクライミングロープも対象となった。これによってクライミングロープは直径9 mm以上とされ、直径8 mmのロープはダブル（二重）にして使用しても補助ロープとしてみなされ登山用としては認められないものとなった。1975年（昭和50年）6月にはクライミングロープの安全基準が公布され、世界で初めてのクライミングロープの安全基準が日本にできた。
岩稜会員がナイロン製ロープ破断で死亡してから同法ができるまで、通商産業省（現・経済産業省）調べで判明しているだけで20人を超える登山者がロープ破断で死亡している。同法施行後、ナイロン製ロープの破断による死者はなくなったといわれている。
安全基準の実施後、日本山岳会は1977年（昭和52年）版『山日記』に、1956年版『山日記』の篠田の記述で多くの人に迷惑をかけたとして、21年ぶりに実質的に訂正となる「お詫び」を掲載した。

### その後
岩稜会のナイロンザイル事件に取り組む姿勢は、現在の製造物責任法を先取りする闘いであった。
篠田は、日本山岳会名誉会員推薦が一度は反対されたが、1989年（平成元年）に名誉会員となった。日本山岳会のこの姿勢について、会員から批判する意見もある。
石岡は、ナイロンザイルの安全対策研究からビル火災時などに使う高所安全脱出装置や介護装置を開発、特許を取るなどした。2006年（平成18年）8月15日、88歳で死去。生涯、岩稜会会長であった。また、1953年から1996年まで日本山岳会会員でもあった。
2007年（平成19年）、『石岡繁雄が語る - 氷壁・ナイロンザイル事件の真実』が刊行された。同書は、『氷壁』がフィクションであるのに対し、小説には書かれていなかった多くの事実が詳説されたドキュメントである。後半には、資料編として専門的な論文・資料がある。
切れたナイロンザイルは、大町山岳博物館に収蔵されている。